# Berliner AK 07
Berliner Athletik Klub 07 is een Duitse voetbalclub uit de hoofdstad Berlijn.

## Geschiedenis
De club werd in 1907 in het Berlijnse stadsdeel Wedding opgericht als Berliner Athletik Klub 07 en was aanvankelijk alleen in lopen actief. In 1908 werd met een voetbalsectie gestart. De club speelde het grootste deel van zijn in de schaduw van andere grote Berlijnse clubs en liet pas in de jaren 90 van zich horen toen de club tussen 1991 en 1999 opklom van de Kreisliga naar de Oberliga. In 2004 fusioneerde de club met BSV Mitte dat zelf een fusie was tussen BFC Güneyspor en Fenerbahçe Berlin. Hierdoor werd BAK 07 een multiculturele Duits-Turkse club. In juni 2006 begon de club een samenwerking met Turkse eersteklasser Ankaraspor. In het honderdste levensjaar werd op 6 juli 2006 beslist om de naam te veranderen in Berlin Ankaraspor Kulübü 07 e.V. . Met de naamsverandering werden ook de traditionele clubkleuren rood-wit veranderd in blauw-wit, de kleuren van Ankaraspor. In 2011 promoveerde de club naar de Regionalliga.
Op 15 april 2011 heeft de club besloten de oude naam en clubkleuren weer aan te nemen.
Op 18 augustus 2012 versloeg de club TSG Hoffenheim uit de 1. Bundesliga met 4-0 in de eerste hoofdronde van de DFB-Pokal wat beschouwd kan worden als het grootste succes in de geschiedenis van de voetbalclub.

## Bekende spelers
- Tim Linthorst, Nederlands verdediger

## Recente eindstanden
Tussen haakjes het niveau van de klasse.
| - 1993-94 (V) Landesliga Berlin-1 3de - 1994-95 (VI) Landesliga Berlin-2 1ste - 1995-96 (V) Verbandsliga Berlin 5de - 1996-97 (V) Verbandsliga Berlin 5de - 1997-98 (V) Verbandsliga Berlin 7de - 1998-99 (V) Verbandsliga Berlin 1ste - 1999-00 (IV) Oberliga Nordost 4de - 2000-01 (IV) Oberliga Nordost 15de - 2001-02 (IV) Oberliga Nordost 12de - 2002-03 (IV) Oberliga Nordost 15de - 2003-04 (IV) Oberliga Nordost 13de - 2004-05 (IV) Oberliga Nordost 8ste - 2005-06 (IV) Oberliga Nordost 10de - 2006-07 (IV) Oberliga Nordost 4de - 2007-08 (IV) Oberliga Nordost 15de - 2008-09 (V) Oberliga Nordost 10de - 2009-10 (V) Oberliga Nordost 10de - 2010-11 (V) Oberliga Nordost 3de - 2011-12 (IV) Regionalliga Nord 7de - 2012-13 (IV) Regionalliga Nordost Door de invoering van de 3. Liga werden de Oberliga's het 5e niveau vanaf seizoen 2008-09. Vanaf het seizoen 2012-13 bestaat de Regionalliga uit 5 regionale divisies en is Berliner AK ingedeeld in de Regionalliga Nordost. |